# Marián Chobot
Marián Chobot (* 31. srpna 1999, Topoľčany) je slovenský fotbalový záložník či útočník, od července 2021 hráč slovenského klubu ŠK Slovan Bratislava. Nastupuje převážně na levém křídle, může však hrát i na pravém nebo na jiných ofenzivních pozicích. Je bývalý mládežnický reprezentant, nastupoval za výběry do 18, 19, 20 a 21 let.

## Klubová kariéra
Svoji fotbalovou kariéru začal v mužstvu TJ Zlatý Klas Urmice, odkud v mládežnických letech přestoupil do klubu FC Nitra. V sezoně 2016/17 získal s kategorií do 19 ligový titul a v následujícím ročníku se s Nitrou představil v žákovské Lize mistrů.

### FC Nitra

#### Sezóna 2018/19
V létě 2018 se propracoval do prvního týmu. Ligový debut v dresu "áčka" absolvoval v úvodním kole hraném 28. července 2018 proti mužstvu MŠK Žilina (prohra 1:2), odehrál 53 minut. Svůj první ligový gól za první družstvo v sezoně si připsal ve 25. kole v souboji se Spartakem Trnava, když v 54. minutě vyrovnával na konečných 1:1. Podruhé v ročníku skóroval 4. 5. 2019 proti klubu AS Trenčín. V 66. minutě zvyšoval na 3:1, zápas nakonec skončil venkovním vítězství Nitry 4:1.

#### Sezóna 2019/20
Svůj první ligový gól v sezoně zaznamenal v souboji s iClinicem Sereď (výhra 3:2), když ve 30. minutě otevřel střelecký účet zápasu. Následně dal branku 1. září 2019 v sedmém kole proti Trenčínu při remíze 2:2. Potřetí v ročníku rozvlnil síť ve 12. kole v souboji s týmem MFK Ružomberok (prohra 1:2), když v 71. minutě vyrovnával na 1:1. 7. 3. 2020 opět skóroval, konkrétně proti mužstvu FK Senica a ve třetí minutě nastavení druhého poločasu zvyšoval na konečných 3:0. Na jaře 2020 bojoval s Nitrou v baráži o záchranu v nejvyšší soutěži, která se zdařila.

#### Sezóna 2020/21
Svůj první a zároveň jediný ligový gól v této sezoně si připsal v souboji se Spartakem Trnava, když v 66. minutě zvyšoval na konečných 2:0 na hřišti soupeře. V průběhu jarní části ročníku nedostával výplatu a díky tomu, že mu mzda nebyla vyplácena několik měsíců, stal se volným hráčem.

### ŠK Slovan Bratislava
V květnu 2021 uzavřel jako volný hráč smlouvu platnou na tři roky od léta 2021 se Slovanem Bratislava, úřadujícím mistrem z předešlé sezony.

### FC ViOn Zlaté Moravce – Vráble (hostování)
Před ročníkem 2021/22 zamířil ze Slovanu obratem na roční hostování do ViOnu Zlaté Moravce – Vráble. Poprvé v lize za ViOn Zlaté Moravce – Vráble nastoupil v úvodním kole hraném 23. července 2021 proti Trenčínu (prohra 0:4), odehrál první poločas. Svoji první a zároveň jedinou ligovou branku v sezoně zaznamenal v pátém kole v souboji s klubem FK Pohronie při výhře 1:0. Většinu ročníku nehrál kvůli zranění. V létě 2022 se na start letní přípravy vrátil do Slovanu Bratislava.

## Klubové statistiky
Aktuální k 17. červenci 2022
| Sezona    | Klub                              | Soutěž       | Zápasy | Góly |
| --------- | --------------------------------- | ------------ | ------ | ---- |
| 2018/2019 | FC Nitra                          | Fortuna liga | 22     | 2    |
| 2019/2020 | FC Nitra                          | Fortuna liga | 26     | 4    |
| 2020/2021 | FC Nitra                          | Fortuna liga | 23     | 1    |
| 2021/2022 | FC Zlaté Moravce – Vráble (host.) | Fortuna liga | 6      | 1    |
| 2022/2023 | ŠK Slovan Bratislava              | Fortuna liga |        |      |